# Platypternodes
Platypternodes is een geslacht van rechtvleugeligen uit de familie veldsprinkhanen (Acrididae). De wetenschappelijke naam van dit geslacht is voor het eerst geldig gepubliceerd in 1908 door Bolívar.

## Soorten
Het geslacht Platypternodes omvat de volgende soorten:
- Platypternodes brevipes Stål, 1876
- Platypternodes savannae Uvarov, 1926
- Platypternodes voltaensis Sjöstedt, 1931